# Jódete
Jódete es el nombre del segundo disco del grupo M.C.D.. Fue grabado en los estudios IZ de Donostia por el técnico de sonido Kaki Arkarazo en septiembre de 1988, y por problemas con Basati Diskak, la publicación se retrasó hasta julio de 1989. A pesar de la llamativa portada, emulando un comunicado de un grupo armado, la distribución fue pésima y el grupo nunca recibió los royalties prometidos por la casa de discos.

## Lista de canciones
1. Gernika
2. Asesinado por la TV
3. Sólo es un día más
4. Suicida
5. Al borde del infarto
6. Vomitaré
7. Intro
8. Jódete (música de U.K. Subs)
9. Yonky
10. No te queda nada
11. Huele mal
12. Bilbainadas (letra y música de Los 5 Bilbaínos)

## Personal
- Rockan - voz
- Niko - bajo
- Joakin - guitarra
- Jimmi - batería

### Otros
- Niko: Diseño de la portada y de la contraportada.
- Kaki Arkarazo: Técnico de grabación.